# Sent Pardos d'Arnèt
Sent Pardos d'Arnèt (occità) o Saint-Pardoux-d'Arnet (francès) és una comuna (municipi) al departament de Cruesa de la regió de Nova Aquitània,
La seva població al cens de 1999 era de 150 habitants. Està integrada a la Communauté de communes du Haut Pays Marchois.

## Demografia
| 1968 | 1975 | 1982 | 1990 | 1999 |
| ---- | ---- | ---- | ---- | ---- |
| 245  | 217  | 181  | 186  | 150  |

## Administració
| Període | Identitat      | Partit |
| ------- | -------------- | ------ |
| 2001-   | Bernard Sidoux |        |